# Brenthis caucasica
Brenthis caucasica är en fjärilsart som beskrevs av Wnukowsky 1929. Brenthis caucasica ingår i släktet Brenthis och familjen praktfjärilar. Inga underarter finns listade i Catalogue of Life.